# Zliechov
Zliechov (maďarsky Zsolt, do roku 1902 Zljechó) je slovenská obec v okrese Ilava v Trenčínském kraji. Leží v chráněné krajinné oblasti Strážovské vrchy, patnáct kilometrů jihovýchodně od Ilavy. Žije v ní 560 obyvatel.

## Přírodní poměry
Obec se rozkládá pod nejvyšším vrchem Strážovských vrchů, Strážovem, v kotlině, která vznikla erozí méně odolných hornin. Zliechovem prochází červeně značená turistická trasa, která vede na kopec Strážov (4,1 km) a dále do Čičman (8,6 km). S dalšími místy v CHKO Strážovské vrchy obec spojují zelená a modrá turistická trasa. První písemná zmínka pochází o obci pochází z roku 1272. Každoročně se zde v srpnu koná hudební festival Pustohlav.
V katastrálním území obce leží přírodní památka Zliechovský močiar a zasahuje do ní národní přírodní rezervace Strážov.

## Pamětihodnosti
- Římskokatolický kostel sv. Vavřince byl postaven v roce 1480 a restaurován v roce 1787. Svatý Vavřinec, patron obce, je vyobrazen i na obecním znaku. Zařízení interiéru pochází z 18. století. Původně zde byla pozdněgotická socha Madony z doby kolem roku 1500. Ta však byla v roce 1980 i se sochami čtyř evangelistů ve výklencích dřevěné kazatelny odcizena.
- Kaple z 19. století s plastikami z 18. a 19. století
- Muzeum se stálou expozicí zliechovského kroje na Obecním úřadu
- Pomníky padlým v 1. a 2. světové válce
- Chráněné stromy: 300 let starý jasan ztepilý, vysoký 27 metrů s obvodem kmene 720 cm a dvě 150 let staré vrby bílé, vysoké 15 metrů s obvodem kmenů 490 cm a 550 cm.